# Julio Arbizu
Julio César Donato Arbizu González (Lima, Perú, 21 de julio de 1974) es un abogado y político peruano. Que se ha desempeñado en la función pública. Ha sido asesor parlamentario, Comisionado de la Defensoría del Pueblo, consultor y docente nacional e internacional. Fue candidato en las elecciones complementarias del 2020 al Congreso de la República por la agrupación política Juntos por el Perú. Fue procurador anticorrupción del Perú entre el 4 de octubre de 2011 y el 10 de enero de 2014. Desde el año 2016 hasta el 2018, fue Jefe de Gabinete de la Misión de Apoyo Contra la Corrupción y la Impunidad en Honduras (MACCIH). Actualmente es Socio Fundador y Abogado del Estudio Jurídico Arbizu y Gamarra (https://www.arbizu-gamarra.pe/)

## Biografía
Vive en Lima, sus padres son Tania y Julio. Ella de Tacna y él también de Lima. Estudió en el Colegio Cooperativo San Felipe de la Residencial del mismo nombre. Ha hecho estudios en la Pontificia Universidad Católica del Perú (PUCP), en el Centro de Derechos Humanos de la Universidad de Chile, en el International Center for Transitional Justice y en el Instituto Interamericano de Derechos Humanos (IIDH). Ha sido secretario técnico del Consejo de Defensa Jurídica del Estado y asesor de Bancada en el Congreso de la República del Perú. Asimismo, ha sido consultor adjunto del Banco Mundial para la elaboración de manuales y dictado de clases en la Dirección de Prevención de la Corrupción Administrativa en República Dominicana.
En octubre de 2011 fue designado procurador anticorrupción del Estado peruano. Durante los primeros meses de su gestión investigó al exalcalde de Lima, Luis Castañeda, al exministro de Pesquería, Rómulo León y al excongresista Carlos Raffo Arce, políticos inmersos en supuestos actos de corrupción. Este último fue hallado culpable.